# فيرمو ( كالابريا)
فيرمو (كالابريان: Fìrmu) هي مدينة وكومونا في مقاطعة كزنسة بمنطقة قلورية، جنوب إيطاليا.